# SBV Excelsior
SBV Excelsior nizozemski je nogometni klub iz Rotterdama. Trenutačno se natječe u Eredivisieu.
Osnovan je 23. lipnja 1902. godine i prvotno se zvao "Rotterdamse Voetbal en Atletiek Vereniging Excelsior". 
Do 2015. godine Excelsior je bio Feyenoordov satelitski klub. Feyenoord je godinama pomagao Excelsioru, bilo novcem, bilo igračima (posudbom ili jeftinom prodajom). Prvi put su veze između ova dva kluba popucale 2005. godine, ali su ponovno obnovljene 2009. godine. Igraju na stadionu Woudestein koji je kapaciteta 4.500 gledatelja, a to je jedan od najmanjih stadiona na kojima igra neki profesionalni klub u Nizozemskoj. 
Glavni rival im je Sparta Rotterdam.

## Vanjske poveznice
- Službene stranice